# خطبة نصر باراك أوباما الانتخابية 2008

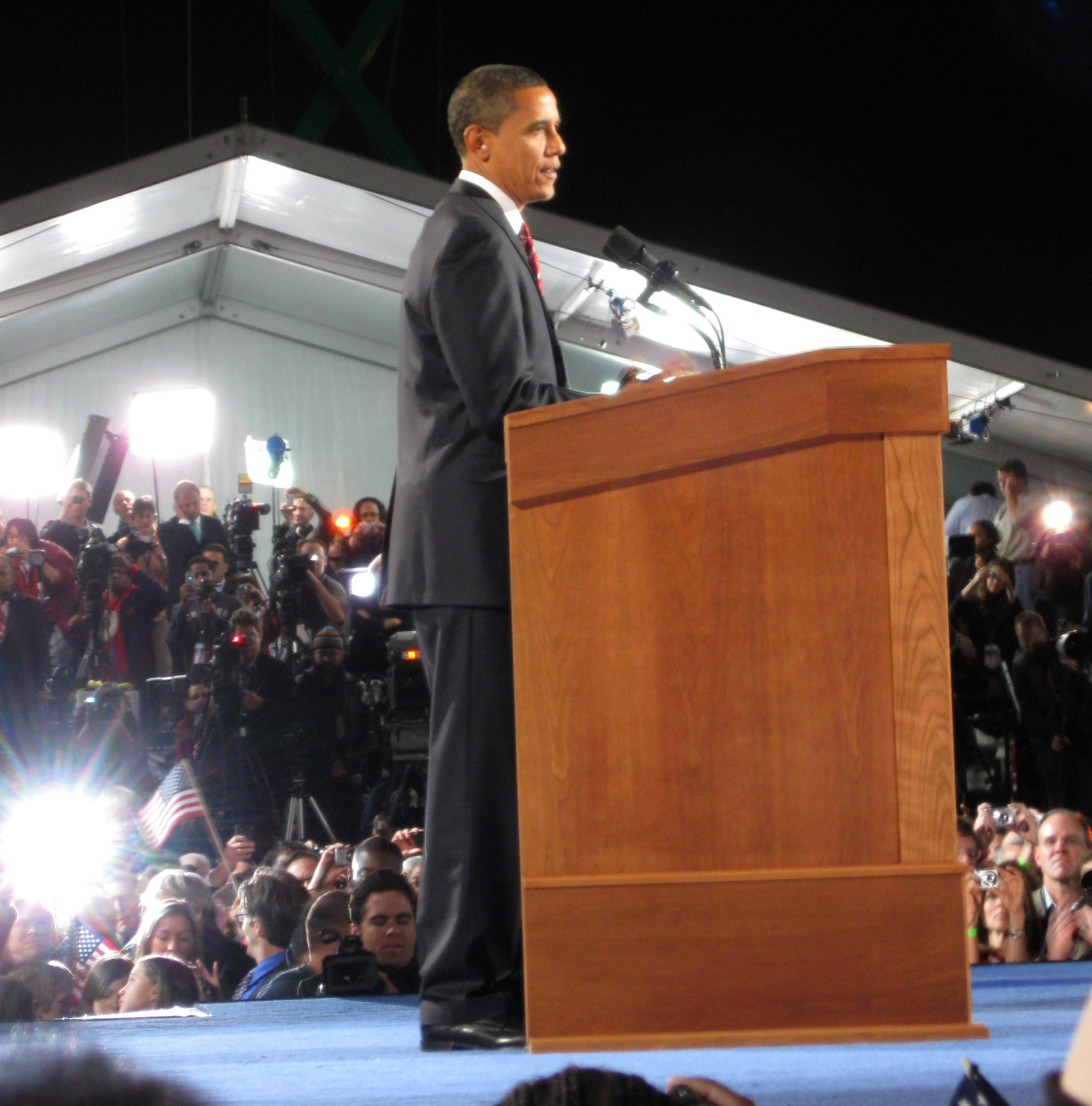
"لو أن أي شخص هنا يشك أن أمريكا هي مكانٌ كل شيء فيه ممكن، أو يتسائل إذا ما كان حلم مؤسسينا حيٌ في زماننا، أو يسأل عن قوة ديمقراطيتنا، الليلة إجابتك."
—باراك أوباما، 4 نوفمبر 2008

بعد نصره في الانتخابات الرئاسية الأمريكية 2008، ألقى الرئيس باراك أوباما خطبة نصره في حديقة غرانت في مدينته شيكاغو في إلينوي، أمام حشد مكتظ من 240.000 شخص. ركز أوباما في خطبته -التي اعتبرت واحدة من أكثر الخطب السياسية المُشاهَدة والمُعادَة- على القضايا الجوهرية التي تواجه الولايات المتحدة والعالم والتي كانت شعارات لحملته.